# Щучинці
Щучи́нці — село в Україні, у Жмеринській міській громаді Жмеринського району Вінницької області.

## Історична довідка
Село дістало свою назву від власника Щучинського. Головним заняттям селян завжди було землеробство.
Стара дерев'яна церква, за архівними даними, була збудована 1748 року, у 1878 році замість неї споруджено новий храм, дерев'яний, на кошти парафіян на честь Успіння Божої Матері.
1860 року тут почала діяти церковно-парафіяльна школа. У 1900 році в селі проживало 1294 особи, з них 77 католиків і 25 євреїв. 18 липня 1941 року село окуповано німцями, а 18 березня 1944 року звільнено.

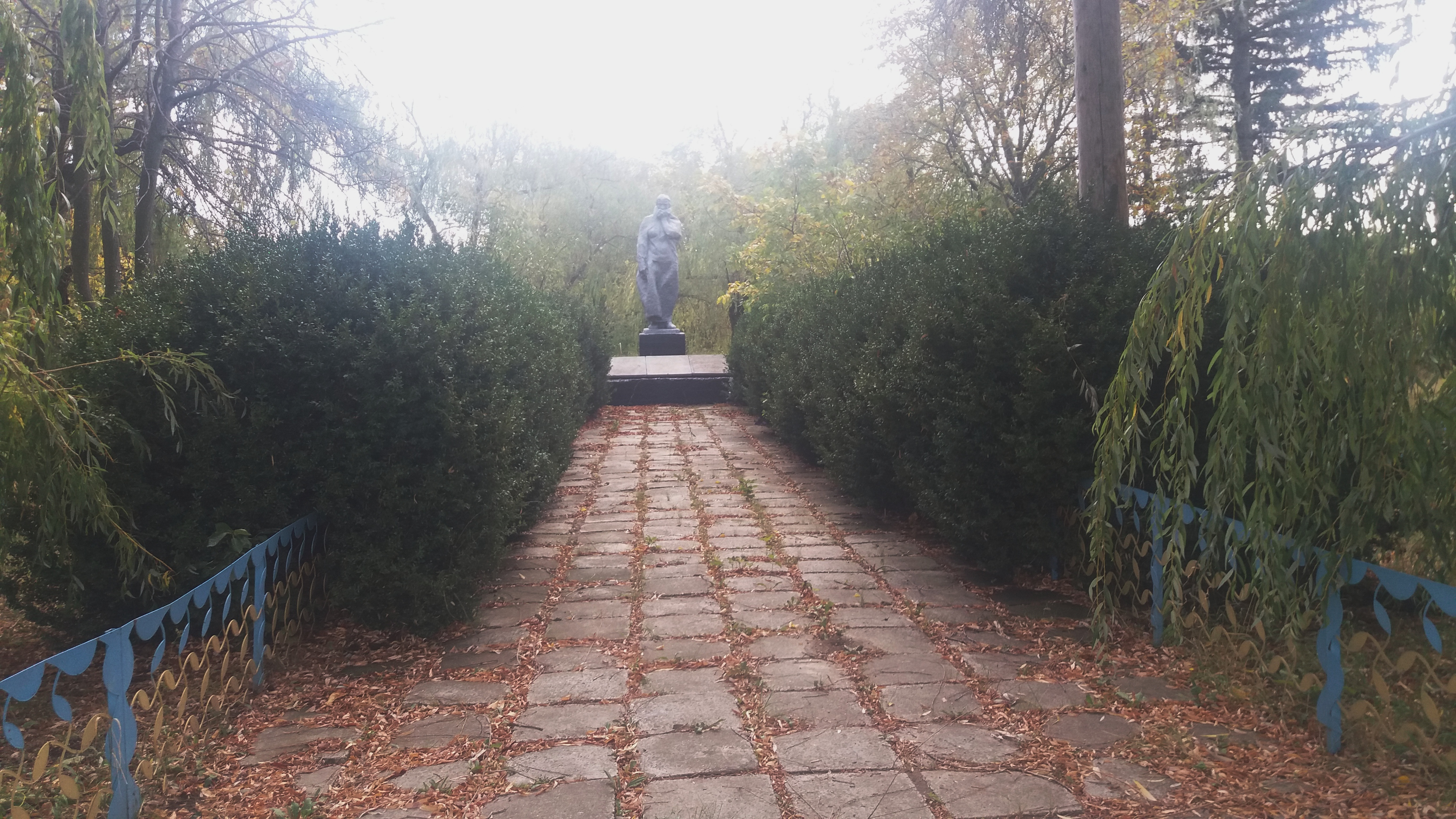
Пам'ятник воїнам-односельчанам села Щученці та навколишніх сіл, загиблим на фронтах ВВв

На різних фронтах Другої світової війни загинуло 103 воїни, уродженці сіл Щучинці та Ярошенки 6 листопада 1974 року в селі Щучинцях відкрито пам'ятник загиблим односельчанам.
12 червня 2020 року, відповідно до Розпорядження Кабінету Міністрів України від  № 707-р «Про визначення адміністративних центрів та затвердження територій територіальних громад Вінницької області», увійшло до складу Жмеринської міської громади.
19 липня 2020 року, в результаті адміністративно-територіальної реформи та ліквідації Жмеринського району, село увійшло до складу новоутвореного Жмеринського району.

## Населення
Згідно з переписом УРСР 1989 року чисельність наявного населення села становила 466 осіб, з яких 174 чоловіки та 292 жінки.
За переписом населення України 2001 року в селі мешкали 422 особи.

### Мова
Розподіл населення за рідною мовою за даними перепису 2001 року:
| Мова       | Відсоток |
| ---------- | -------- |
| українська | 98,58 %  |
| російська  | 1,42 %   |

## Виробництво
Днем заснування господарства у селі вважається 12 березня 1992 року, коли було оформлено розподіл колишнього Жуковецького колгоспу. У колективному сільгосппідприємстві «Світанок» було 1547 га угідь, в тому числі 1301 га орної землі. Підприємство «Світанок» утворене 28 лютого 2000 року. Усього землі 1421 га, з них ріллі — 1310,7 га.

## Транспорт
На окраїні села знаходиться зупинний пункт 1132 км (він же — Щучинці) на електрифікованій залізниці напрямку Жмеринка-Вапнярка-Одеса. Там зупиняються приміські електропоїзди сполученням Вапнярка-Жмеринка і регіональний поїзд сполученням Київ-Рахни.
Сусідні станції — Ярошенка, Жмеринка.
Сусідні вузлові станції — Жмеринка, Вапнярка.
На ст. Вапнярка можна здійснити посадку на електропоїзди до Котовська, Одеси, а також Христинівки (через Ладижин, Зятківці), пасажирські поїзди до ст. Одеса, Умань, Черкаси.
На ст. Жмеринка можна пересісти на приміські електропоїзди до
- Козятина (Гнівань, Вінниця, Калинівка), Києва,
- Підволочиська (Сербинівці, Дубки, Радівці, Комарівці, Деражня, Богданівці, Хмельницький, Гречани, Волочиськ)
- Могилева-Подільського (Бар, Митки, Котюжани, Вендичани)

Електропоїзди на шляху прямування від Жмеринки до Жуківців проходять такі станції та зупинки: Садова. На шляху від Жуківців до Вапнярки — Будьки, Митланівка, Ярошенка, Краснівка, Бушинка, Рахни, Шпиків, Юрківка, Шура, Журавлівка.
Вартість проїзду
- до Жмеринки 4,5 грн.,
- до Хмельницького 10,00 грн. (105 км),
- до Вінниці 6,55 грн. (52 км),
- до Вапнярки 8,00 грн. (75 км), що непорівняно з іншими видами транспорту!

Також можна здійснювати посадку на пасажирські поїзди на ст. Рахни, Ярошенка, Жмеринка, Вапнярка.